# A White Feather Volunteer
A White Feather Volunteer è un cortometraggio muto del 1915 scritto, diretto e interpretato da Rupert Julian. Al suo fianco, come interpreti, Hazel Buckham, Hallam Cooley, Elsie Jane Wilson, Bobby Roberts, Roger Williams.

## Trama
John Brown, un uomo sposato di quarantacinque anni, lavora come impiegato nello studio di un avvocato. Alice, la stenografa, un giorno gli fa intendere di essere interessata a lui. Ma le sue manovre maliziose non sfuggono all'avvocato che licenzia la ragazza. Alice non riesce a mandarla giù e cerca una rivalsa al licenziamento di cui incolpa Brown. Così, quando l'impiegato viene a trovare a casa Tommy, suo fratello, del quale è buon amico, ascolta la conversazione tra i due. Parlano di guerra: in città, gli uomini si arruolano come volontari pronti a partire per l'Europa. Tommy è tutto contento perché progetta già le grandi imprese che farà al fronte, mentre invece John gli racconta che l'ufficiale per il reclutamento gli ha detto che lui è troppo vecchio per essere arruolato. Alice, ancora amareggiata, medita di umiliare Brown e, prendendo spunto da quelle confidenze, gli invia per posta una piuma bianca, simbolo di codardia che le donne in città hanno adottato come segno di disprezzo per coloro che, in quel momento, rifiutano la divisa. A casa di Brown, la piuma provoca un dramma: l'uomo sente spezzarglisi il cuore, la moglie piange a dirotto, disperata, mentre Johnny, suo figlio, dichiara che si tratta di uno scherzo malvagio. Brown decide che farà di tutto per partire anche lui: si rade i baffi e si presenta all'ufficio arruolamento dove mente sulla sua età, venendo accettato.

Nei mesi successivi, John e Tommy combattono al fronte insieme. Un giorno, John salva la vita al giovane amico e, nell'azione, perde un braccio. Premiato con una medaglia, John riparte per tornare a casa. In città, intanto, è arrivata la notizia ma il giornale riporta il fatto come se il salvatore fosse stato Tommy. Dopo averla letta, Alice si rammarica che il fratello abbia salvato Brown. Ma, all'arrivo dello stesso Brown, la verità viene ristabilita e adesso, finalmente, Alice si pente della sua azione sconsiderata, chiedendo perdono all'uomo che ha salvato suo fratello a rischio della vita. John, con preoccupazione, viene a sapere che il figlio si è arruolato ed è in partenza per la Francia. Anche Alice parte: per rimediare al malfatto, è diventata infermiera. Un giorno, al fronte, scopre il corpo di un giovane, colpito e rosso di sangue: è Johnny, il figlio di Brown. Nel taschino della camicia, Alice trova una piuma bianca, quella che lei aveva spedito con il cuore pieno di rabbia, una piuma adesso diventata rossa, irrorata dal sangue del ragazzo.

## Produzione
Il film, prodotto dalla Universal Film Manufacturing Company (come Laemmle), venne girato negli Universal Studios, al 100 di Universal City Plaza, a Universal City.

## Distribuzione
Distribuito dalla Universal Film Manufacturing Company, il film uscì nelle sale cinematografiche statunitensi il 4 novembre 1915.